# Ștefan Mandachi
Ștefan-Valentin Mandachi (n. 11 februarie 1986, Călărași, Călărași, România) este un antreprenor și avocat român, cunoscut pentru cauzele umanitare în care s-a implicat în timpul pandemiei de COVID-19, cât și pentru sprijinul oferit refugiaților ucraineni în urma invaziei rusești, găzduind gratuit în hotelul pe care îl deține la Suceava peste 5000 refugiați și peste 700 animale de companie din Ucraina.
Și-a câștigat notorietatea la nivel național în 2019, atunci când a demarat protestul „România vrea autostrăzi”, campanie cu un impact masiv, ce a avut ca scop evidențierea unei probleme cu care România s-a confruntat după Revoluție: lipsa autostrăzilor, în special în zona Moldovei.

## Primii ani
A absolvit Facultatea de Drept din cadrul Universității „Alexandru Ioan Cuza” din Iași și a obținut un masterat în Științe Penale în cadrul aceleiași universități. Din 2009 face parte din Baroul Suceava ca avocat definitiv.

## Activitate profesională
Ȋn 2012, a fondat Spartan, un restaurant cu specific grecesc de tip fast-food, care s-a transformat ulterior într-una dintre cele mai mari francize autohtone.  
În anul 2023, Ștefan Mandachi a părăsit industria HoReCa și a vândut Spartan pentru 20 de milioane de euro. Ȋn acel moment, Spartan avea peste 1000 de angajați și 75 de restaurante, dintre care 43 francizate, fiind pe locul trei în categoria restaurantelor tip fast-food după McDonalds și KFC.
După vânzarea Spartan, ȋn 2023, omul de afaceri a lansat mai multe platforme educaționale pentru elevi și studenți și a conceput instrumente de dezvoltare personală, dedicate tinerilor și antreprenorilor.
În anul 2021, Ștefan Mandachi figurează în ”Top 300 cei mai bogați români” cu o avere estimată la 30 - 35 milioane euro.
Ȋn 2022, aceeași publicație i-a estimat averea la 73-75 milioane de euro. (Revista Capital, print, ediția decembrie 2022). 

## Implicare civică

### Construcția ”Primul metru de autostradă din Moldova”
În data de 15 martie 2019, Mandachi construiește pe un teren proprietate privată în localitatea Cumpărătura, jud. Suceava, o platformă betonată, lată de 1 metru, pe care o intitulează simbolic ”Primul metru de autostradă din Moldova”. În jurul acestui simbol, lansează manifestul #șîeu, un protest național îndreptat împotriva întregii clase politice românești de după 1989 .
Pauza națională de 15 minute, din data de 15 martie, a avut largi ecouri în România și în diaspora românească, solidarizând milioane de cetățeni români și mii de companii. Demersul civic inițiat de Mandachi a beneficiat de sprijinul intens al întregii media națională, precum și de presa internațională. Publicația internațională BBC i-a dedicat omului de afaceri sucevean un editorial ”Romania’s mini-motorway built to shame a nation”, iar ziarul german Der Standard a publicat în ediția scrisă un articol de trei pagini, intitulat ”Ein Meter Autobahn soll Rumänen wachrütteln”.

## Activitate umanitară
Ȋn martie 2020, la scurt timp de la debutul pandemiei, Ștefan Mandachi s-a implicat ȋn lupta împotriva noului virus. Și-a pus hotelul la dispoziția personalului din linia întâi, a asigurat catering cadrelor medicale și a strâns fonduri alături de Crucea Roșie. 
În luna iunie 2020, a achiziționat prin intermediul strângerilor sale de fonduri o Secție de terapie intensivă mobilă în județul Suceava 
Ȋn februarie 2022, la începutul războiului din Ucraina, Ștefan Mandachi și-a transformat hotelul din Suceava ȋn centru pentru refugiați. Ucrainenii au primit cazare și mese calde. În cadrul Hotel Mandachi au fost găzduite peste 500 animalele de companie. Inițiativa antreprenorului a fost menționată chiar și pe prima pagină a prestigiosului ziar New York Times.
Tot ȋn 2022, antreprenorul a lansat o campanie de sterilizare a câinilor fără stăpân din județul Suceava. El s-a angajat să plătească toate sterilizările, ȋn perioada iulie-septembrie 2022. Ștefan Mandachi este cunoscut drept un militant pentru drepturile animalelor. El a cerut public înființarea Poliției Animalelor și chiar a dat statul român ȋn judecată pentru că nu reușește să asigure protecția animalelor. Instanța i-a dat câștig de cauză, iar statul român a fost obligat să îi plătească daune.
Ȋn anul 2020 a demarat proiectul ”Fântâni în Africa” construind fântâni în Uganda. Împreună cu alți antreprenori a construit peste 212 fântâni, ȋn 17 țări africane. Acestea asigură accesul la apă potabilă pentru peste 100.000 de persoane.
Pe 29 septembrie 2020 Ștefan Mandachi a primit titlul de Cetățean de Onoare al Municipiului Suceava pentru donațiile și implicarea în lupta împotriva pandemiei Covid19 

## Producția de film
În 2016 a urmat cursuri intensive de cinematografie în cadrul școlii de film ”New York Film Academy”, din Los Angeles, California. A regizat două filme de scurtmetraj, ”The Little Truth”  și ”Peace off!” și două filme documentare de lungmetraj, ”30 de ani și 15 minute” cu premiera la TIFF  și ”I am good enough”.
Ștefan Mandachi realizează interviuri educaționale cu oameni de business, emisiuni cu psihoterapeuți și podcasturi de dezvoltare personală sub brandul ”Mandachi Educast” având un număr de peste 140.000 urmăritori la canalul de Youtube ”Ștefan Mandachi”.

## Diverse
În luna februarie 2019 lansează un atac împotriva liderilor pe care i-a avut România din 1990, pe care îi consideră vinovați că  regiunea Moldova nu are niciun metru de autostradă. Într-o postare pe blogul personal se caracterizează „Nu fac politică, nu sunt activist, nu fac parte din nicio organizație sau mișcare. Sunt Ștefan Mandachi. Nici cel mai frumos, nici cel mai corect, nici cel mai fericit om”. El a printat cinci milioane de afișe personalizate „România vrea autostrăzi” pe care le-a distribuit în toate restaurantele pe tăvile de servire. A tipărit mai multe milioane de șervețele cu același imprimeu ”România vrea autostrăzi” și câteva sute de mii de stikere pentru mașini. În luna februarie 2019 lansează campania „Șîeu” ca un manifest împotriva lipsei de autostrăzi din Moldova.
În 2016 a urmat timp de nouă săptămâni cursurile intensive de cinematografie în cadrul școlii de film New York Film Academy, din Los Angeles California. A regizat filmul de scurtmetraj „The Little Truth” care a fost selecționat în mai multe festivaluri de film. În 2019 a fondat alături de fratele său geamăn Asociația Umanitară Jeni Mandachi, în memoria mamei sale care a murit în 2018. Asociația finanțează cazuri umanitare și legate de adopția câinilor fără stăpân. În numele fundației ține conferințe și seminarii pentru elevi și studenți care au ca scop descoperirea vocației.
În data de 4 martie 2019 a lansat manifestul „România vrea autostrăzi” sub sloganul #șîeu ca formă de protest împotriva lipsei de autostrăzi din România. Antreprenorul a chemat întreaga societate la o pauză de 15 minute în data de 15 martie 2019, începând cu ora 15:00, în semn de protest pentru lipsa autostrăzilor în România. Campania a avut ecouri sociale majore, zeci de mii de companii și milioane de români solidarizându-se cu demersul inițiat de Ștefan Mandachi.
În noiembrie 2019 a lansat o nouă campanie adresată antreprenorilor români, #șîeu în școală, care are drept scop educația financiară a elevilor.
Pe 29 septembrie 2020 Ștefan Mandachi a primit titlul de Cetățean de Onoare al Municipiului Suceava.

## Controverse
Acuzațiile că l-ar fi susținut și votat pe Călin Georgescu la alegerile prezidențiale din 2024 Stefan Mandachi le consideră „Fake News la extrem”.